# Corral-Rubio
Corral-Rubio é um município da Espanha na província de Albacete, comunidade autónoma de Castilla-La Mancha, de área 94,76 km² com população de 414 habitantes (2007) e densidade populacional de 4,78 hab/km².

## Demografia
| Variação demográfica do município entre 1991 e 2004 | Variação demográfica do município entre 1991 e 2004 | Variação demográfica do município entre 1991 e 2004 | Variação demográfica do município entre 1991 e 2004 |
| --------------------------------------------------- | --------------------------------------------------- | --------------------------------------------------- | --------------------------------------------------- |
| 1991                                                | 1996                                                | 2001                                                | 2004                                                |
| 498                                                 | 481                                                 | 447                                                 | 450                                                 |